# Le Meilleur de la vie
Le Meilleur de la vie és una pel·lícula francesa dirigida per Renaud Victor, estrenada el 1985.

## Sinopsi
Adrien, un jove violent, sorrut i possessiu, intenta formar una vida de parella amb la seva xicota Véronique, tot i que no li agrada que sigui força independent. Les coses es compliquen quan Véronique es queda embarassada i decideixen casar-se.

## Repartiment
- Sandrine Bonnaire : Véronique
- Jacques Bonnaffé : Adrien
- Jean-Marc Bory : el pare de Véronique
- Marie-Christine Barrault : la mare de Véronique
- Jenny Clève : la mare d'Adrien
- Julien Olivier : el pare d'Adrien
- Julie Jézéquel : Solange
- Yann Dedet : Henri
- Valérie Dumas : Colette
- Juliette Binoche : l'amic de Véronique al bar

## Rodatge
Va ser rodat sobretot a la platja de l'Espigueta i a l'estació de Nimes.